# Ilyarachna triangulata
Ilyarachna triangulata là một loài chân đều trong họ Munnopsidae. Loài này được Menzies miêu tả khoa học năm 1962.